# 大島城
大島城（おおしまじょう）は、信濃国伊奈郡（現在の長野県下伊那郡松川町元大島）にあった日本の城。別名台城 （だいじょう）・伊那大島城。松川町指定史跡。なお、同じ下伊那郡の大鹿村にある大島城とはまったく別の城である。

## 概要
平安時代末期に片切氏より分かれた大嶋氏により築城されたという。戦国期には武田信玄が秋山虎繁（信友）に命じて大改修を施したとされ、永禄（1558年-1570年）初年ごろと推定される年未詳8月18日武田晴信書状では、虎繁と推定される「秋山善右衛門尉」と室住虎光の在城が確認される。虎繁は大島城を拠点に下伊奈郡代（郡司）として伊奈郡の支配を行った。
信玄後期から勝頼期の平山城の特徴である、台地の突端部を利用し戦闘正面を限定させる構造となっている。甲州流築城術の特徴である丸馬出し、三日月堀、枡形虎口などの遺構も良好な状態で残る。天竜川を背に城の側面・背面は台地の断崖となっており、前面の空堀がこの断崖へと続いている。また城正面の丸馬出には外周土塁はないが、外側の三日月堀は二重となっている。この丸馬出には左右両側の土橋から入る。丸馬出から城内に入ったところには枡形虎口がある。さらに北側台地端には角馬出が設けられている。
主な城将は武田逍遥軒信綱(信廉)・日向虎頭（玄徳斎）。武田氏の伊奈谷南部の拠点であり、遠江・三河・美濃侵攻の兵站基地でもある。天正10年（1582年）3月、織田信長による甲州征伐に際し織田信忠が信濃に侵攻すると、国人衆が動揺・戦意を喪失し、城将の武田信綱や安中七郎三郎は戦うことなく大島城は織田方の手に渡った。
この時農民達は自宅に火を付け、織田軍の方に走り寄ってきた。農民らは「勝頼は新規の税や労役を課し、関所を築いて通行料を取るなどし、苦労が絶えなかった。重罪人でも賄賂を受け取れば放免し、軽い罪でも治安のためと言い磔にかけ、または斬首した。この為我々は嘆き悲しみ、身分上下関係なく勝頼を憎み、この土地土地が信長領になればいいのにと思っている。」と口々に語り、人々は織田方に味方しようと必死に動いたのであった。
現在は台城公園となっている。